# 41 Arietis
41 Arietis is een tweevoudige stelsel in het sterrenbeeld Ram. De ster heeft geen Bayer-aanduiding omdat de ster aanvankelijkwerd opgenomen in het sterrenbeeld Noordelijke Vlieg, dat nu niet meer bestaat als een eigen sterrenbeeld. In plaats hiervan heeft de ster een Flamsteed-aanduiding.